# Clasificación bibliográfica

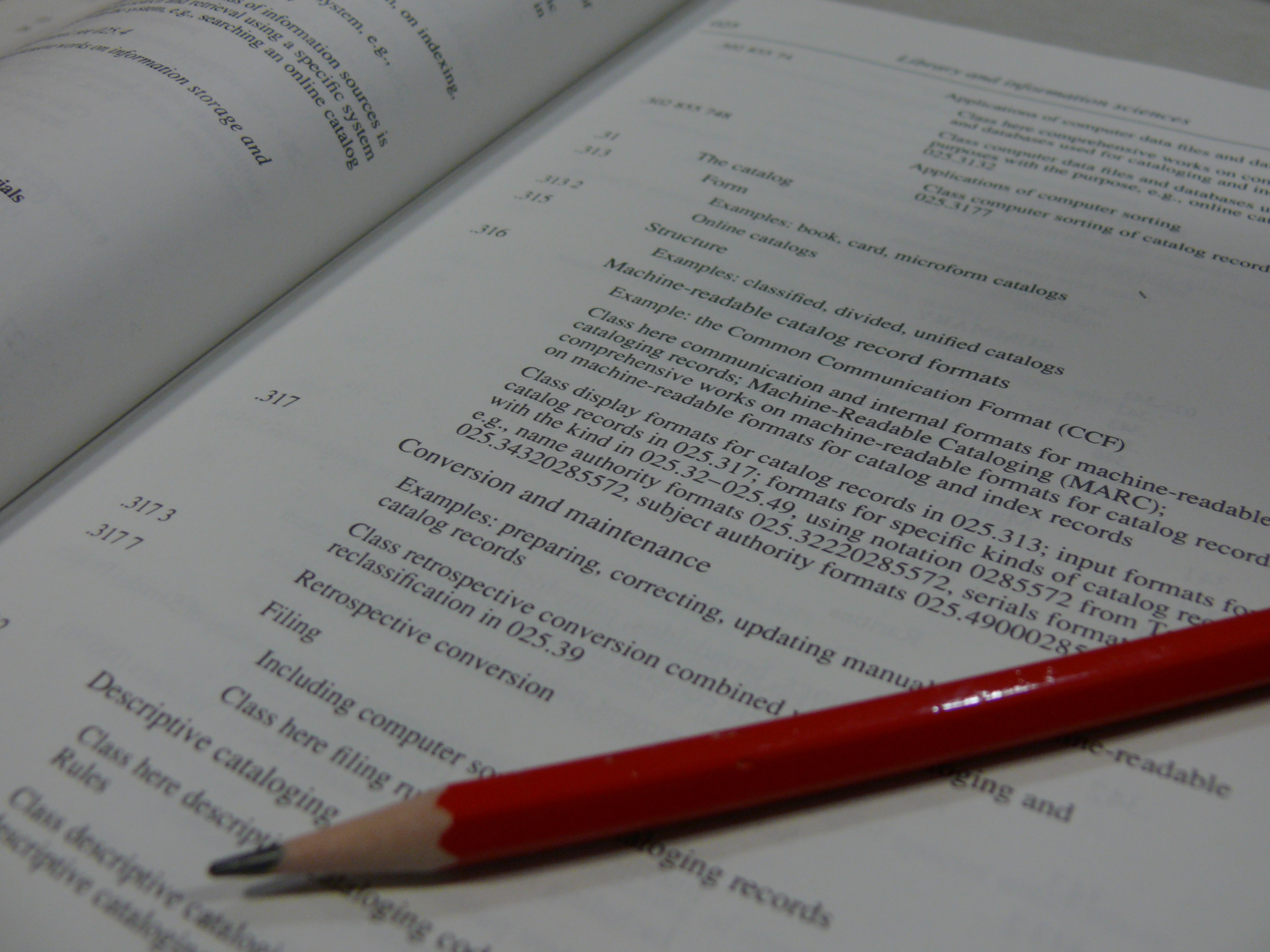
Un volumen en papel del sistema de catalogación Decimal Dewey (DDC20) abierto en la entrada para la catalogación legible por máquin

Una clasificación de biblioteca o bibliográfica  es un sistema de organización del conocimiento mediante el cual los recursos de la biblioteca se organizan y ordenan de manera sistemática. 
Nos sirve para ordenar los libros en los estantes por razón de su contenido, lo que supone una previa clasificación de los conocimientos, esto quiere decir que es una clasificación de la realidad y descansa sobre un contexto ideológico cultural.
Las clasificaciones de bibliotecas utilizan un sistema de notación que representa el orden de los temas en la clasificación y permite que los elementos se almacenen en ese orden. Los sistemas de clasificación de bibliotecas agrupan los materiales relacionados, normalmente organizados como una estructura de árbol jerárquica. También se usa ampliamente un tipo diferente de sistema de clasificación, llamado sistema de clasificación por facetas, que permite la asignación de múltiples clasificaciones a un objeto, lo que permite ordenar las clasificaciones de muchas maneras.[cita requerida]

## Historia
A lo largo de la historia, siempre han existido intentos de clasificar el conocimiento científico; sin embargo, el concepto moderno de clasificación bibliográfica tiene su origen en 1876, con Melvil Dewey y la publicación de A Classification and Subject Index for Cataloguing and Arranging the Books and Pamphlets of a Library. Esta obra marca el nacimiento del primer sistema de clasificación decimal: el CDD.
Posteriormente, en 1904, surge la Library of Congress Classification (LCC), y en 1905, la Clasificación Decimal Universal (CDU), desarrollada como un instrumento para organizar la bibliografía universal promovida por el Instituto Internacional de Bibliografía (IIB) de Bruselas.
Con fines pedagógicos, en 1910 aparece la Bliss Classification (BC). En 1933, influida por el pensamiento oriental, nace la Clasificación colonada (CC), creada por el indio S. R. Ranganathan. En el ámbito socialista, en 1968 se publica la Clasificación Bibliográfica para Bibliotecas Públicas de la URSS (BBC).